# ハルヲフォン・メモリアル
『ハルヲフォン・メモリアル』（Haruophone Memorial）は、1980年（昭和55年）9月5日に発売された近田春夫&ハルヲフォンの編集アルバムである。それまでにリリースした3枚のオリジナル・アルバムと、GSカヴァーのオムニバス・アルバム『リメンバー・グループ・サウンド』とから選曲されたベスト盤的な位置づけの作品。
※本アルバムが、1994年に初めて発表された、という情報は誤りである。

## 概要・略歴
バンドが解散した翌年の1980年に、既発の4枚のアルバムから選曲されてまとめられたコンピレーション盤である。
『リメンバー・グループ・サウンド』は、1976年11月にキングレコードの「企画盤」としてリリースされたグループ・サウンズ（GS）のカヴァー集であり、その収録曲のうちハルヲフォンが担当した曲の中から6曲（トラック6～11に相当）が選ばれている。そのほかは、ハルヲフォンのデビューアルバム『COME ON, LET'S GO』から2曲（トラック2＆3）、セカンドアルバム『ハルヲフォン・レコード』から1曲（トラック5）、ラストアルバム『電撃的東京』から2曲（トラック1＆4）が選ばれた。
2曲目の『シンデレラ』をカヴァー曲とみなすと、ハルヲフォンオリジナルの楽曲は2曲しかない。
1994年6月22日に初CD化。

## 収録曲
1. きりきり舞い （山本リンダ、1973年）
  - 作詞阿久悠、作曲都倉俊一、編曲近田春夫
2. シンデレラ （アルバム『COME ON, LET'S GO』、1976年）
  - 作詞・作曲・編曲近田春夫
3. 秘密のハイウェイ （アルバム『COME ON, LET'S GO』、1976年）
  - 作詞・作曲・編曲近田春夫
4. 東京物語 （森進一、1977年）
  - 作詞阿久悠、作曲川口真、編曲近田春夫
5. ロックンロール・マイ・ウェイ （アルバム『ハルヲフォンレコード』、1977年）
  - 作詞・作曲・編曲近田春夫
6. ブルー・シャトウ （ジャッキー吉川とブルーコメッツ、1967年）
  - 作詞橋本淳、作曲井上忠夫
7. 君に会いたい （ザ・ジャガーズ、1967年）
  - 作詞・作曲清川正一
8. キサナドゥーの伝説 （ザ ・ジャガーズ、1968年）
  - 作詞ハワード＝ブレイクリー、訳詞なかにし礼、作曲ハワード＝ブレイクリー
9. ノー・ノー・ボーイ （ザ・スパイダース、1966年）
  - 作詞田辺昭知、作曲かまやつひろし
10. 愛のリメンバー （寺内タケシとバニーズ、1967年）
  - 作詞・作曲鈴木義之
11. 朝まで待てない （ザ・モップス、1967年）
  - 作詞阿久悠、作曲村井邦彦

## 関連事項
- 1966年の音楽 / 1967年の音楽 / 1968年の音楽 - グループ・サウンズ
- 1973年の音楽 - 山本リンダ
- 1976年の音楽 / 1977年の音楽 / 1978年の音楽
- 1994年の音楽
- ハワード＝ブレイクリー （en:Ken Howard (composer)、Alan Blaikley）
- キサナドゥーの伝説 （en:The Legend of Xanadu）
- ザ・ファントムギフト